# Digital Playground
Digital Playground Inc. — студія порнофільмів зі штаб-квартирою в Вен Найз, штат Каліфорнія. Вона була названа однією з п'яти найбільших порностудій, а в 2006 році була описана Reuters як одна з небагатьох студій, які домінують в порноіндустрії США .

## Історія
Директор Джун заснував компанію в 1993 році. Компанія стала новатором у створенні порнографії на персональних комп'ютерах . У 2003 році він почав працювати з компанією, що спеціалізується на голограмній технології . Студія почала знімати відео високої роздільної здатності в 2005 році . У січні 2006 року компанія вибрала Blu-Ray над конкурентом формату HD DVD, оскільки Джун зрозумів, що Blu-Ray має кращі перспективи в майбутньому .

## Дирекція
Виробництво команди Digital Playground є на чолі з режисером Robby D. і продюсер/режисер Саманти Льюїс і Джун. Джун спрямований на зйомки віртуального сексу .